# Супербоул XXXIV
Супербоул XXXIV (англ. Super Bowl XXXIV) — решающий матч сезона НФЛ. Игра состоялась 30 января 2000 года. В матче играли победитель Национальной футбольной конференции «Сент-Луис Рэмс» и победитель Американской футбольной конференции «Теннесси Тайтенс». Победу одержали «Рэмс» со счётом 23-16 в присутствии 72 625 человек.

## Фон
Матч прошел в Джорджии в Атланте. Это четвёртый Супербоул, сыгранный через неделю после финала конференций. «Сент-Луис» подошёл к Супербоулу с показателем 13-3 (побед-поражений). «Теннесси» подошли к Супербоулу также со счётом 13-3.

## Телевидение
В США игру транслировал ABC. Игра часто упоминается из-за большого количества рекламных роликов.

## Ход матча
Первые две четверти Супербоула XXXIV были в основном оборонительной битвой. «Рэмс» лидировали 9-0 в первой половине с тремя филд голами. «Сент-Луис» сделал свой первый тачдаун в середине 3-й четверти, для лидерства 16-0. Теннесси затем набрал 16 очков подряд, чтобы сделать игру ничейной с 2 минутами до конца. На последующей атаке «Рэмса» квотербек Курт Уорнер совершил 73-ярдовый пас на «Уайд ресивера» Исаака Брюса, чтобы вернуть себе лидерство. Затем «Титаны» дошли до 10-ярдовой линии «Сент-Луиса» за шесть секунд до конца, но в последнем розыгрыше матча защитник «Рэмса» Майк Джонс остановил соперника Кевина Дайсона на одном ярде от линии, чтобы не допустить тачдауна который как минимум сравнял бы счет экстрапоинтом. Эта игра вошла в историю НФЛ как " One Yard Short (с англ. — «один короткий ярд») или просто The Tackle "(с англ. — «Остановка», «Тэйкл»)

### Результат
Супербоул XXXIV: Сент-Луис Рэмс 23, Теннесси Титанс 16
| команды      | 1 | 2 | 3 | 4  | финал |
| ------------ | - | - | - | -- | ----- |
| Рэмс (НФК)   | 3 | 6 | 7 | 7  | 23    |
| Титаны (АФК) | 0 | 0 | 6 | 10 | 16    |

в Джорджии
- Дата : 30 января 2000 года
- Погода в игре : 22 ° С. Игра в закрытом помещении, стадион с куполом

| СТЛ-Сент-луис,ТЕН-Теннесси \| четверть \| Время (До конца четверти) \| команда \| Действие \| Счет \| Счет \| \| четверть \| Время (До конца четверти) \| команда \| Действие \| СТЛ \| ТЕН \| \| -------- \| ------------------------- \| ------- \| ------------------------------------------------------------------------------ \| ---- \| ---- \| \| 1 \| 3:00 \| СТЛ \| 27-ярдовый филд гол Джеффом Уилкинсом \| 3 \| 0 \| \| 2 \| 4:16 \| СТЛ \| 29-ярдовый филд гол Уилкинса \| 6 \| 0 \| \| 2 \| 0:15 \| СТЛ \| 28-ярдовый филд гол Уилкинса \| 9 \| 0 \| \| 3 \| 7:20 \| СТЛ \| Торри Холт 9-ярдовый прием от Курта Уорнера в тачдаун , Уилкинс экстрапоинт \| 16 \| 0 \| \| 3 \| 0:14 \| ТЕН \| Эдди Джордж пробежал 1 ярд в тачдаун, 2-очковая реализация не удалось \| 16 \| 6 \| \| 4 \| 7:21 \| ТЕН \| Джордж пробежал 2 ярда в тачдаун, Аль Дель Греко экстрапоинт \| 16 \| 13 \| \| 4 \| 2:12 \| ТЕН \| 43-ярдовый филд гол в от Дел Греко \| 16 \| 16 \| \| 4 \| 1:54 \| СТЛ \| Исаак Брюс 73-ярдовый прием от Уорнера в победный тачдаун, Уилкинс экстрапоинт \| 23 \| 16 \| |                           |         |                                                                                |      |      |
| четверть | Время (До конца четверти) | команда | Действие                                                                       | Счет | Счет |
| четверть | Время (До конца четверти) | команда | Действие                                                                       | СТЛ  | ТЕН  |
| 1 | 3:00                      | СТЛ     | 27-ярдовый филд гол Джеффом Уилкинсом                                          | 3    | 0    |
| 2 | 4:16                      | СТЛ     | 29-ярдовый филд гол Уилкинса                                                   | 6    | 0    |
| 2 | 0:15                      | СТЛ     | 28-ярдовый филд гол Уилкинса                                                   | 9    | 0    |
| 3 | 7:20                      | СТЛ     | Торри Холт 9-ярдовый прием от Курта Уорнера в тачдаун , Уилкинс экстрапоинт    | 16   | 0    |
| 3 | 0:14                      | ТЕН     | Эдди Джордж пробежал 1 ярд в тачдаун, 2-очковая реализация не удалось          | 16   | 6    |
| 4 | 7:21                      | ТЕН     | Джордж пробежал 2 ярда в тачдаун, Аль Дель Греко экстрапоинт                   | 16   | 13   |
| 4 | 2:12                      | ТЕН     | 43-ярдовый филд гол в от Дел Греко                                             | 16   | 16   |
| 4 | 1:54                      | СТЛ     | Исаак Брюс 73-ярдовый прием от Уорнера в победный тачдаун, Уилкинс экстрапоинт | 23   | 16   |